# Lambadão cuiabano
O Lambadão é um ritmo musical variante da lambada, cujas raízes são o carimbó/sirimbó, a lambada e o rasqueado. Em 1999, na região do Município de Poconé, músicos regionais misturam toada de siriri e lambada, surgindo então o ritmo denominado de "lambadão". Este foi por bom período o ritmo mais tocado nas noites da Baixada Cuiabana. Com o apoio da mídia regional, o lambadão atingiu diversas regiões de Mato Grosso e extrafronteiras do estado. As bandas de lambadão que mais se destacaram foram Estrela Dalva (Poconé), Os Maninhos, Banda Signus, Scort Som, Banda Stillus Pop Som e o cantor Chico Gil.

## História
Nascido na década de 1980, o lambadão é uma manifestação da cultura popular regional que surgiu no município de Poconé, a partir de processos migratórios de garimpeiros oriundos do Pará. Com isso, essas pessoas foram se estabelecendo em cidades como Rosário Oeste, Várzea Grande e Poconé, trazendo outras influências musicais como a lambada - ritmo popularizado da época - e pelo carimbó. Musicalmente, o ritmo incorpora essas influências da lambada e do carimbó com o rasqueado - estilo musical da região de Mato Grosso, resultando em um fusão musical acelerada.
O início do lambadão teria ocorrido durante pequenos shows realizados por grupos musicais que se reuniam nos quintais das casas residenciais, bares locais e festivais culturais e religiosos das cidades, lugares que o gênero musical pode se reinventar. Os dois principais exemplos disso são o cantor Chico Gil e a banda Scort Som. A estreia de Chico Gil teria se dado em uma festa de santo na cidade de Poconé. Já a banda Scort Som faria as suas primeiras apresentações na casa do então empresário da banda e ficaria conhecida como Residência do "Seo" Gonçalo, onde ao muro fora incorporado pequenas bilheterias. Como as bandas de lambadão não possuíam um grande capital para investir na divulgação das apresentações, não contavam com incentivo do poder público e acabavam ignoradas pela mídia oficial, elas criaram uma lógica própria de mercado, onde o lucro é obtido a partir da redução de custos na idealização das festa, e também na produção de discos. A difusão do ritmo ocorreu através do "boca a boca, em shows e pela venda de discos em camelôs, o lambadão consolidou  um circuito independente". Ou seja, um dos principais meios de difusão do ritmo musical se deveu pela venda de vendedores ambulantes, já que a pirataria funcionava como um reforço na divulgação das bandas, pela venda de CD e DVDs em camelôs nos centros das cidades e nas feiras de bairros fora das regiões centrais, uma prática que até hoje é muito recorrente.
A divulgação não ficou limitada à vendas de CDs e DVDs e aos camelôs, e o lambadão se propagou por diversas emissoras de rádios comunitárias e populares, onde se divulgavam festas, eventos e músicas de grupos de lambadão. As principais rádios comunitárias eram a Estação VG, FM 105,9, no bairro Água Vermelha em Várzea Grande. Ela é uma das que mais privilegiam o lambadão em sua programação diária, tendo em sua grade programas exclusivos ao ritmo musical. Outras rádios comunitárias conhecidas por divulgarem o ritmo do lambadão é a Bailão 102, da Rádio Difusora de Cáceres, e os da Serra FM, de Cuiabá. No setor televisivo também ocorre o surgimento de programas direcionados para os públicos do lambadão, como o programa do canal TBO, Lambadão Show, apresentado por Eliciane Lopes - e mantido financeiramente através de anúncios de casas populares. Na Rede Bandeirantes há o programa "Pop Show" e o programa "É Bem Mato Grosso", produzido pela TV Centro América". Em todos os programas televisivos mencionados, há a oportunidade das bandas de lambadão convidadas e outros artistas regionais de se apresentarem e realizarem a divulgação de eventos.

### Circuito Cultural do Lambadão
Com o aumento da disseminação do ritmo musical na baixada cuiabana ao longo dos finais dos anos de 1990, foi possível observar que houve um aumento expressivo no número de bandas, o que ocorreu simultaneamente à ampliação do circuito de produção, circulação e consumo do lambadão. "Esse circuito é formado por diversas casas noturnas, entre casas de shows que se dedicam exclusivamente ao gênero, e bares de pequeno porte, que tocam lambadão como atração principal das noites musicais".
Na primeira década dos anos 2000, o lambadão tinha uma forte influência nos estabelecimentos comerciais em Cuiabá, como a choperia Nosso Canto (bairro Dom Aquino), Canecão (avenida Beira-Rio) e Ponto Alto (Residencial Paiaguás). Porém, o lambadão passou dos bares de Cuiabá para as casas noturnas localizadas na cidade de Várzea Grande, onde houve um maior investimento por parte de antigos realizadores de festas de santos, que migraram para a realização das festas de lambadão nos finais de semana. A proliferação de casas de lambadão, principalmente em Várzea Grande, fez com que o circuito se organizasse em forma de rodizio, ou seja, a cada dia da semana funcionava uma casa, havendo programação musical ao menos quatro vezes por semana. O rodizio de casas ao longo dos dias evitava a concorrência predatória e acabava por fomentar um circuito cultural do lambadão na área metropolitana, que se estendia de quinta-feira a domingo. A programação semanal em geral era a seguinte:
| Dia da semana | Local |
| ------------- | --- |
| Quinta-Feira  | - Cabana do Dudu, localizada na região central de Várzea Grande. Nessa casa, em geral, há duas bandas fixas: Amigos Banda Show e Os Garotos. Outras bandas se apresentam ao longo da noite como convidadas, fazendo um rodizio de apresentações entre 22h e 4h. |
| Sexta-feira   | - O Clube do Zé Pimenta, na região central, é uma casa originalmente residencial, adaptada para shows e eventos, dispondo de um grande espaço para receber cerca de mil pessoas. A casa funciona há vinte anos, constituindo-se um dos espaços mais significativos para o gênero musical. A casa funciona com rodizio de banda ao longo da noite, que se inicia por volta das 23h até às 4h. - O Galpão, localizada no bairro Cristo Rei em Várzea Grande, atrai muitas bandas pelo reconhecimento que o local possui. Entres as principais estão Real Som, Scort Som, Amigos Banda Show, Os Amigos, Bad Boys, Banda Ellus, entre outras. As banda começam a se apresentar a partir da meia-noite, tendo uma hora cada para a apresentação. - Carlinhos Top Fest, foi um espaço inaugurado em 2015, localizado no bairro Jardim Glória II, que aos poucos ganhou influência para entrar no Circuito Cultural de Lambadão. O horário de funcionamento é das 22h até às 4h. - Casa dos Artista (antigo Retirão), localizado no bairro CPA II, proporciona a existência de dois ambientes, um mais tranquilo, e outro voltado aos shows e mais propício para a dança. - Reserva Restaurante, localizado a 6km de Cuiabá, na estrada para Chapada dos Guimarães, começou a funcionar no ano de 2012, a partir da implantação do Movimento do Lambadão, organizado pela banda Os Ciganos, tendo parceria com a distribuidora de bebidas Nosso Cantos. Desde outubro de 2015 não houve mais apresentação no espaço. - Top Fest, localizado na Avenida Beira Rio, em Cuiabá. A primeira apresentação de lambadão no espaço foi em 2015, dividindo espaço com o Pagode, carro-chefe do local. |
| Sábado        | - O D'Paula Club, localizado na cidade de Várzea Grande, foi uma das principais casas noturnas dedicadas ao lambadão na Grande Cuiabá e em Mato Grosso, sendo espaço para a realização de gravações de CDs ou DVDs de bandas de lambadão. - O Colônia Show Bar, localizado no bairro Pascoal Ramos, em Cuiabá, é uma das casas noturnas mais ativas com o ritmo do lambadão. A casa não possui horários fixos de apresentação |
| Domingo       | - O Clube do Marreco, localizado na região central de Várzea Grande, é o principal ponto de concentração para se ouvir e dançar lambadão aos domingos. O horário de funcionamento iniciava às 17h e acabava 1h. - O Big Show, localizado na estrada da Guarita, em Várzea Grande, se tornou o novo lugar para apreciar o lambadão aos domingos. O baile começa às 22h e terminar às 3h. |

Além desses espaços já mencionados, lugares como a Praça Caetano Albuquerque, localizada no Centro Histórico de Cuiabá, realiza em algumas quintas-feiras, a partir das 18h, eventos com bandas de lambadão como atrativo principal. O evento, que recebeu o nome de Praça do Rasqueado, foi idealizado pelo cantor Guapo, com apoio do Conselho Estadual de Cultura, onde o projeto é executado há 21 anos. Além disso, as festas de santos também são um dos principais motores do ritmo musical - principalmente na baixada cuiabana - e de permanência da cultura popular. Dentre elas, as mais tradicionais estão as festas de São João Batista, Santo Antônio, São Benedito, Divino do Espirito Santo e entre outras festividades em que o lambadão se consagrou o principal ritmo musical.

### Circuito do Lambadão
O Circuito do Lambadão é uma festa que ocorre apenas uma vez por ano, tendo por idealizador e realizador o Colônia Show Bar. O Circuito do Lambadão surgiu no ano de 2014 e atrai muitas pessoas por conta da grande quantidade de apresentações desse gênero musical.

### Festival de Lambadão
O Festival de Lambadão foi criado com o intuito de fomentar a realização da circulação de shows musicais, favorecendo a inserção profissional de novos talentos, mantendo em evidência a cultura e a música regional, em especial o estilo do lambadão, bem como contribuir efetivamente para a difusão da produção cultural mato-grossense. O 1.° Festival de Lambadão ocorreu nos dias 05 e 06 de setembro de 2009, na casa noturna D'Paula, em Várzea Grande. O evento contou com a participação de bandas como Amigos Banda Show, Arte e Sentimento, Bad Boys, Canarinho do Brasil, Os Federais, Os Garotos, Os Indomáveis, Real Som, Remexe Music e Swing Legal, onde houve esse divisão de apresentação nos dois dias de evento.
No ano de 2020, foi realizado outro Festival do Lambadão, contando com apresentações em Cuiabá, Poconé e Várzea Grande. Sua duração foi entre os dias 03 e 19 de abril de 2020, no qual, começava os shows em Cuiabá, no Colônia Show Bar (03 e 04 de abril), depois seguia para Várzea Grande, no Atlântico (11 e 12 de abril), e terminava na cidade de Poconé (18 e 19). Além da apresentação de bandas, o festival realizaria uma premiação entre as bandas e dançarinos com o Troféu Chico Gil.

## Primeira Geração de Bandas de Lambadão

### Estrela Dalva
No fundo de quintal, no ano de 1985, em reuniões de amigos e apreciadores de música, dessa forma surge a Banda Estrela Dalva, uma das pioneiras do Lambadão em Mato Grosso. Com o grande sucesso de público, das festas residenciais, foram convidados para tocar em uma festa de santo em Poconé, no qual, a banda que ainda não possuía um nome, se apresentou apenas com duas guitarras, bateria e contrabaixo e tinha integrantes: Ozenil, Gonçalina, Remil, Dionísio e Tony. Após isso, a banda foi chamada para se apresentar em outra festa de santo, só que desta vez no Pantanal, e que, por ser uma festa com uma estrutura maior, tiveram de escolher um nome para banda, onde Tony e Dionísio decidiram escolher o nome Estrela Dalva.
A primeira gravação oficial de CD da banda ocorreu apenas no ano de 1998, emplacando vários sucessos nacionais como "Vou dançar com essa menina", "Lambadão de Poconé" e "Você é minha". A música de maior popularidade foi "Vou dançar com essa menina", no qual, tornou-se um hit da banda, sendo uma das mais conhecidas na difusão do lambadão. Devido a seu sucesso local e ganhando um destaque nacional, a banda acabou se apresentando no Programa do Ratinho, exibido na emissora SBT, ano ano de 1999.
No auge, a banda chegou a possuir dez integrantes e já tinha gravado três CDs oficias, porém, no ano de 2007, devido a algumas divergências internas com o empresário, a banda acabou se desfazendo. No ano de 2014, a banda voltaria a se apresentar, mas apenas com dois integrantes originais que seriam Tony e José.

### Os Maninhos
A formação da banda é semelhante à da Banda Estrela Dalva, onde os amigos Antenor, Salvador, Aladir, Henrique e Vadinho também iniciaram a tocar e apresentar no fundo de quintal, porém, a cidade de origem é em Cuiabá, no bairro Santa Isabel. De inicio, a banda se chamava "Maninhos do Som", e tinham o costume tocar os ritmos como sertanejo, xote, vaneirão, a lambada (guitarrada), rasqueado cuiabano e até internacional. O primeiro CD gravado foi no ano de 1996, ainda não possuía o ritmo do lambadão, mas surge a entrada de novos integrantes como o Robério (saxofonista), Wesley (Trompetista) e Nildo Moraes (Compositor), Caio Rêne (empresário), Tião de Oliveira (empresário), porém, Antenor deixa a banda que passa a ter nove membros participantes. Foi durante a entrada dos novos empresários que a banda passa a se chamar "Os Maninhos" e com a aparição da banda Estrela Dalva e do cantos Chico Gil que começa a transição para o lambadão.
O segundo CD foi lançado no ano de 1998, pela gravadora Estúdo Pineto, e já possuía como ritmo principal o lambadão, onde as 25 faixas musicais davam exclusividade ao ritmo mato-grossense.O terceiro CD foi lançado no ano de 1999, pela gravadora Estúdio Terra, onde continha 13 faixas musicais, no qual, duas músicas viraram hits que são "Toque Toque DJ" e "Quero Te Amar". No quarto CD, lançado no ano 2000, gravado novamente pelo Estúdio Terra, traria como exclusividade a música "Só com Você", onde no mesmo ano, a banda realizou uma turnê pela região do Nordeste, onde a formação acabou se desestruturando. A banda ainda realizou a gravação de mais quatro CDs e no final de 2008, oficializou a desestruturação completa da banda.

### Real Som
A Banda Real Som foi criada no ano de 1983, e tinha como composição Edézio Leite, Valdelício Garcia e o vocalista Arlindo, mas em pouco tempo a banda parou suas atividades e retomou apenas no ano de 1993. Foi apenas durante a sua segunda formação que a banda teve um grande sucesso no estado do Mato Grosso, quando lançaram seu primeiro CD no final de 1990, intitulado de "É tão Bom", com duas principais músicas, sendo "É tão bom" e "Nuvem Passageira", consolidando em nível estadual.
A banda possui 14 CDs gravados e 02 DVDs e segue se apresentando nas principais casas de shows de Cuiabá e Várzea Grande, principalmente nas festas de santos.

### Scort Som
No período em que o canto Chico Gil estava se estabelecendo como um dos precursores do lambadão, a banda Scort Som fazia o acompanhamento musical para o então "Rei do Lambadão", no qual, serviu de inspiração para inovarem o estilo musical que estavam nascendo. Uma dessas inovações do ritmo do lambadão, foi a criação da "lambadinha", que seria uma versão mais romântica do lambadão, que possui uma condução diferente na bateria, mais suave, com uma guitarra mais lenta e econômica.
No ano de 2014, eles apresentaram no Fifa Fan Fest, no dia 20 de junho de 2014.
No ano de 2020, por causa da pandemia de COVID-19, a banda se reinventou fazendo os shows por streaming, com o intuito de encontrar o público pelas redes sociais.
Originária de Várzea Grande, a banda possui 14 CDs oficialmente gravados e 3 DVDs, tendo como seus principais sucessos "Mamãe estou voltando para casa" e "Pensando em Você" entre outras. A banda é uma das mais requisitadas para se apresentar em festas de santo pelo estado de Mato Grosso.

## Segunda Geração de Bandas de Lambadão
A segunda geração de bandas de lambadão surgirá entre os anos de 1990 e 2000, no qual, ficará a inovação da inserção de novas musicalidades diversificadas, onde o instrumento da bateria sairia de cena pela substituição do teclado.

### Stillo Pop Som
A primeira formação da banda é datada de 1997, e era composta por Sidnei, José Adão (Tô) e um terceiro membro que, desde o inicio não era fixo e que em alguns momentos já chegou a compor oito integrantes. Inicialmente, a banda tocava em pequenos bares e eventos de Nobres e Rosário Oeste, sempre dando preferência para músicas pop, MPB e do rock nacional, ritmos que contribuíram para o nome da banda. Com a falta de repertório próprio, nas primeiras apresentações a banda animava os eventos locais com as versões adaptadas de outros artista, como o hit "Toque Toque DJ", gravado anteriormente pela banda cuiabana "Os Maninhos", ganhando uma projeção muito grande com a versão gravada da música. Com letras românticas e características própria na sonoridade, a banda Stillo Pop Som é conhecida pela primeira banda a substituir a bateria pelo ritmo do teclado.
No ano de 2001, após a realização de uma apresentação em Cáceres, um promoter do evento gravou o show pela tecnologia MiniDisk (MD), no qual, após essa gravação um CD confeccionado promoveu um grande sucesso para a banda no estado de Mato Grosso. Durante o auge de seu sucesso, a banda gravou CDs nos anos de 2003 e 2004, tendo emplacado hits como "Forroza", "Senhorita" e "Loirinha".
No ano de 2005, por causa de um contrato não honrado, a banda passa por alguns problemas financeiros e acaba se desfazendo onde seus membros retornaram para a cidade de Nobres. Atualmente a banda Stillo Pop Som possui uma agenda de shows bem restrita, realizando apresentações apenas nas regiões do médio-norte de Mato Grosso.

### Os Amigos
A banda "Os Amigos" tocou junto com Chico Gil em várias apresentações, mas tinham um admiração pela banda "Os Maninhos", pois eram amigos do empresário da banda, Tião de Oliveira.  Em várias outras oportunidades puderam abrir o shows para a banda que tanto admiravam, pois Tião os ajudava a cantar juntos aos "Maninhos". Apesar de ser uma banda de lambadão, "Os Amigos" inovaram a tocar em suas apresentações vários estilos musicais.
No inicio da banda, as apresentações eram nas comunidades de Bom Sucesso e Pai André, na cidade de Várzea Grande, que são regiões ribeirinhas e atraem banhistas e turistas. Ainda em Várzea Grande, a banda se apresentava na casa de shows "Globo Shows". Em Cuiabá, a banda se apresentava no "Canecão Cuiabano", "Ponto Alto Chopperia" e "Restaurante Terraçus".
A banda ''Os Amigos" foi a primeira banda desse segmento a lançar um DVD de lambadão, gravado no dia 20 de maio de 2006, no estacionamento da "Cabana do Dudu", localizado em Várzea Grande. Apenas no segunda CD da banda que emplacaram um sucesso próprio, sendo "Dança do Esqueleto" a mais conhecida do grupo.
As apresentações de maior prestigio da banda foram no Fifa Fan Fest de 2014, Réveillon de Mimoso e Carnaval de Santo Antônio de Leverger entre outros. Atualmente a banda ainda se apresenta em locais como "Colônia Show Bar", "Cabana do Dudu" e em outros eventos.

### Os Ciganos
A banda "Os Ciganos" é constituída pelos quatro irmãos Luciano, Mauro, Cleber e Wilson, sendo dois vocalistas, um guitarrista e um tecladista, nascida em 1998, sendo influenciada diretamente pelas bandas Estrela Dalva e Os Maninhos, quando estavam no auge do ritmo do lambadão.. Durante o seu começo a banda as primeiras apresentações nasceram em casa (onde construíram um estúdio próprio) e começaram a tocar em um bar do bairro Bela Vista, em Cuiabá, onde posteriormente foram convidados a tocar na Lanchonete da Deacil, lugar "tradicional" pelas bandas de lambadão.
A banda possuía 27 CDs gravados e uma coletânea de nova CDs. No ano de 2015, foi realizado a gravação do primeiro DVD da banda.
A banda ainda continua com a sua formação original e se apresenta regularmente aos finais de semanas em vários eventos pelo estado do Mato Grosso.

## Terceira Geração de Bandas de Lambadão

### Bad Boys
A banda é original de Várzea Grande e teve seu inicio no ano de 2006, quando os quatro primeiros integrantes, que já faziam parte de outras bandas resolveram se reunir. Mesmo sendo uma banda de lambadão, a banda também optou em usar outros estilos musicais como ritmos de carnavais (marchinhas, axé, pagode, swinguera e samba), sertanejo, forró e lambadinha.
A banda gravou 13 CDs e dois DVDs oficiais. O primeiro DVD foi gravado no D'Paula Clube, e o segundo DVD foi no Primeiro Festival de Lambadão em 2009. Os principais sucessos da banda são "Tá bombando", "Melô do Créu", "Mêlo da Cunhada" e "Gut Gut".
A banda realiza apresentações em várias cidades do Mato Grosso e nos principais eventos locais da região da baixada cuiabana.

### Embalo Sim
A banda "Embalo Sim" é resultado da reorganização da antiga Banda "Embalo Cinco",  que tocava em um bar no bairro Osmar Cabral, na cidade de Várzea Grande, pois todos os músicos são oriundos desse bairro. A banda era composta por  Vlademir, Wellington e Fábio, onde, respectivamente era um empresário, vocalista e tecladista.
A banda não possui CDs gravados em estúdios formais, somente gravações ao vivo em apresentações feito por vendedores ambulantes.

### Outras bandas que fizeram sucesso nacional
Os irmãos Ronildo, Ronaldinho e Ronny que, juntos, formam a Erresom, em 2005, foram convidados para participar do quadro Central da Periferia, do programa global Fantástico, comandado por Regina Casé, onde a apresentadora veio entrevistar exclusivamente o trio. A banda voltou ao cenário nacional da música quando lançaram "A Dança do Whatsapp" no ano de 2016.

## Projetos de Leis sobre o Lambadão
A ascensão do ritmo musical foi tão significativo e presente no cotidiano de muitos mato-grossenses que o lambadão é reconhecido e protegido por leis estaduais e municipais.

No ano de 2018, a Lei n° 3.318/2018, do vereador do município de Cuiabá, Mario Nadaf (PV), eleva a condição do ritmo musical do Lambadão cuiabano à patrimônio cultural e imaterial do município. Nesta lei também institui no calendário oficial do município o "Dia do Lambadão de Cuiabá", que é comemorado no dia 10 de setembro, data para homenagear o cantor e compositor Chico Gil, considerado o "Rei do Lambadão". A integra da Lei N° 3.318/2018 é seguinte: 
ELEVA A CONDIÇÃO DE PATRIMÔNIO CULTURAL E IMATERIAL O “LAMBADÃO DE CUIABÁ”, INSTITUINDO NO ÂMBITO DO MUNICÍPIO O DIA DO “LAMBADÃO DE CUIABÁ”, A SER COMEMORADO ANUALMENTE, NO DIA 10 DE SETEMBRO, PELO ANIVERSÁRIO DE CHICO GIL “REI DO LAMBADÃO”.
O PREFEITO MUNICIPAL DE CUIABÁ – MT, faço saber que a Câmara Municipal aprovou o veto parcial, e em conformidade com o § 7º do artigo 29 da Lei Orgânica do Município de Cuiabá – MT promulgo a seguinte Lei:
Art. 1º Esta lei eleva o LAMBADÃO DE CUIABÁ, bem como suas manifestações artístico-culturais, à condição de patrimônio cultural imaterial dentro do município de Cuiabá.
Art. 2º O Lambadão de Cuiabá, bem como suas manifestações artístico-culturais, passam a ser consideradas integrantes do patrimônio cultural imaterial no município.
Art. 3º Para efeitos desta lei consideram-se patrimônio cultural imaterial do Lambadão de Cuiabá:
I - a música, letra e ritmo;
II - a dança, os passos e as expressões;
III - as festas;
IV - os cantores e os músicos pioneiros;
V - as bandas com mais de uma geração;
VI - as histórias sobre o lambadão.
Art. 4º Fica instituído e incluído no calendário oficial no âmbito do Município de Cuiabá, o "DIA DO LAMBADÃO DE CUIABÁ", a ser comemorado, anualmente, no dia 10 de setembro.
Art. 5º O evento ora instituído passará a constar no Calendário Oficial do Município.
Art. 6º (VETADO)
Art. 7º (VETADO)
Art. 8º Será permitida a participação financeira de empresas públicas ou privadas como incentivadoras dos eventos alusivos a comemoração do “Dia do Lambadão Cuiabano”, podendo, neste caso, exporem sua marca comercial, a título de propaganda.
Art. 9º Esta Lei entra em vigor na data de sua publicação.
Palácio Alencastro, em Cuiabá-MT, 26 de novembro de 2018.

Autor: Vereador Mario Nadaf.

No âmbito estadual, foi aprovado no ano de 2019, a lei n° 10.809/2019, de autoria do Deputado Estadual, Guilherme Maluf (PSBD), onde o estado assegura de o movimento musical do Lambadão a realizar suas próprias manifestações como festas, bailes, shows, reuniões e festivais. Ainda nesta mesma lei é colocado a proibição de qualquer tipo de discriminação e preconceito, seja de natureza social, racial, cultural ou administrativa contra o movimento e seus integrantes.A integra da Lei N° 10.809/2019 é a seguinte: 
LEI Nº 10.809, DE 14 DE JANEIRO DE 2019.
Define o lambadão como movimento cultural e musical de caráter popular.
A ASSEMBLEIA LEGISLATIVA DO ESTADO DE MATO GROSSO, tendo em vista o que dispõe o art. 42 da Constituição Estadual, aprova e o Governador do Estado sanciona a seguinte Lei:
Art. 1º Fica definido que o lambadão é um movimento cultural e musical de caráter popular.
Parágrafo único. Fica incluída nessa definição a música, o jeito de executar os instrumentos, bem como as danças e as coreografias praticadas pelos integrantes do movimento.
Art. 2º Compete ao poder público assegurar a esse movimento a realização de suas manifestações próprias, como festas, bailes, shows, reuniões e festivais, sem quaisquer regras discriminatórias e nem diferentes das que regem outras manifestações da mesma natureza.
Art. 3º Fica proibido qualquer tipo de discriminação ou preconceito, seja de natureza social, racial, cultural ou administrativa contra o movimento ou seus integrantes.
Parágrafo único. Os integrantes do movimento, dentre eles os cantores, músicos e dançarinos, são agentes da cultura popular, e como tal, devem ter seus direitos respeitados.
Art. 4º Esta Lei entra em vigor na data de sua publicação.
Palácio Paiaguás, em Cuiabá, 14 de janeiro de 2019, 198º da Independência e 131º da República.

Autor: Deputado Guilherme Maluf.

## Outras variantes do Lambadão
Com a difusão do ritmo musical pelo território do estado do Mato Grosso, a cultura do lambadão também fez com que se desenvolvesse um novo circuito do ritmo longe dos grandes cidades. No final da década de 1990, os indígenas bakairi iniciaram uma nova cultura no lambadão. Além do grupo indígena dos Bakairi, outros grupos como Umutina e Xavante mostram um verdadeiro apreço ao ritmo musical. Na aldeia dos Bakairi, a Pakuera, já existem três bandas, no qual, são "Os Meninos da Aldeia", "Stillus da Aldeia" e "Eclipse Forro Show", onde se apresentam em outras aldeias, revelando um novo circuito do lambadão fora dos grandes centros comerciais.

Outra variante do lambadão é o Lambatrans, onde urge também como instrumento de ativismo e ritmo passível de reinvenção, onde o estilo tem um enfoque em letras que tratam da vida de mulheres transexuais. A expoente desta variante é a Luisa Lamar, onde suas princiapais músicas são "Lambatrans" e "Treme".